# Bachia guianensis
Espèce
Bachia guianensis est une espèce de sauriens de la famille des Gymnophthalmidae.

## Répartition
Cette espèce se rencontre dans l'État de Bolívar au Venezuela et en Colombie.

## Étymologie
Son nom d'espèce, composé de guian[a] et du suffixe latin -ensis, « qui vit dans, qui habite », lui a été donné en référence au lieu de sa découverte.

## Publication originale
- Hoogmoed & Dixon, 1977 : A new species of Bachia (Teiidae, Sauria) from Estado Bolivar, Venezuela, with notes on the zoogeography of the genus. Zoologische Mededelingen, vol. 51, p. 25-31 (texte intégral).